# Bandera del estado Guárico
La Bandera del Estado Guárico es la bandera representativa del Estado Guárico (Venezuela). Fue diseñada por el artista plástico caraqueño Ely Alexi Romero Álvarez (24 de enero de 1948 - 23 de enero de 1997) y en acta de fecha 25 de febrero de 1994 suscrita por el Ejecutivo Regional, según Decreto N.º 138 de la fecha 24 de noviembre del año 1995.
La bandera de este estado venezolano, ostenta cuatro franjas horizontales de las mismas dimensiones
con los colores:
- Azul, simboliza el cielo.
- Blanco, representa a la pureza del alma del llanero.
- Amarillo, representa la riqueza agropecuaria del Estado Guárico.
- Verde, es el color predominante en la geografía del estado con la llegada del invierno.

En el centro, se encuentran:
- La imagen del mapa del Estado Guárico. Dentro del mapa, figura la imagen de Los Morros de San Juan (Monumento nacional Arístedes Rojas), cercano a la ciudad capital de este estado, San Juan de los Morros.
- Una cabeza de res. En representación de la riqueza ganadera del Estado Guárico. A ambos lados aparecen dos ramas: de arroz a la derecha y de sorgo a la izquierda.
- Las 15 estrellas. A ambos lados, en representación de los 15 municipios que conforman el estado Guárico.